# GP van Vlaanderen MX1 2006
De Grote Prijs van Vlaanderen 2006 in de MX1-klasse motorcross werd gehouden op 2 april 2006 op het circuit van Zolder. Het was de eerste Grote Prijs van het wereldkampioenschap.
Net zoals het vorige jaar won Stefan Everts de Grote Prijs, hoewel de Fransman Sébastien Tortelli evenveel punten vergaarde. Beiden wonnen één reeks en waren tweede in de andere. Maar omdat Everts de beste was in de laatste reeks werd hij eindwinnaar.
Opvallend waren de grote verschillen met de andere rijders. De derde eindigt telkens op meer dan één minuut van de winnaar. De Est Tanel Leok werd derde in de eindstand, gevolgd door de Belgen Steve Ramon, Kevin Strijbos en Ken De Dycker.
De Nieuw-Zeelander Joshua Coppins kwetste zich aan de schouder tijdens trainingen vóór deze Grote Prijs, en moest verstek geven voor de wedstrijd. Hij werd later geopereerd aan zijn schouder en was voor langere tijd buiten strijd. De Fransman Mickaël Pichon, ziek, gaf vroeg op in de eerste reeks.

## Uitslag eerste reeks
| Plaats | Naam               | Land |
| ------ | ------------------ | ---- |
| 1      | Sébastien Tortelli | FRA  |
| 2      | Stefan Everts      | BEL  |
| 3      | Tanel Leok         | EST  |
| 4      | Steve Ramon        | BEL  |
| 5      | Ken De Dycker      | BEL  |
| 6      | Jonathan Barragán  | ESP  |
| 7      | Pascal Leuret      | FRA  |
| 8      | Kevin Strijbos     | BEL  |
| 9      | Cédric Melotte     | BEL  |
| 10     | Stephen Sword      | GBR  |

Enkel de eerste vijf rijders eindigden in dezelfde ronde.

## Uitslag tweede reeks
| Plaats | Naam               | Land |
| ------ | ------------------ | ---- |
| 1      | Stefan Everts      | BEL  |
| 2      | Sébastien Tortelli | FRA  |
| 3      | Kevin Strijbos     | BEL  |
| 4      | Tanel Leok         | EST  |
| 5      | Steve Ramon        | BEL  |
| 6      | Stephen Sword      | GBR  |
| 7      | Ken De Dycker      | BEL  |
| 8      | Cédric Melotte     | BEL  |
| 9      | Jonathan Barragán  | ESP  |
| 10     | Pascal Leuret      | FRA  |

Enkel de eerste zes rijders eindigden in dezelfde ronde.

## Eindstand en tussenstand WK
| Plaats | Naam                  | Land | Punten |
| ------ | --------------------- | ---- | ------ |
| 1      | Stefan Everts         | BEL  | 47     |
| 2      | Sébastien Tortelli    | FRA  | 47     |
| 3      | Tanel Leok            | EST  | 38     |
| 4      | Steve Ramon           | BEL  | 34     |
| 5      | Kevin Strijbos        | BEL  | 33     |
| 6      | Ken De Dycker         | BEL  | 30     |
| 7      | Jonathan Barragán     | ESP  | 27     |
| 8      | Stephen Sword         | GBR  | 26     |
| 9      | Pascal Leuret         | FRA  | 25     |
| 10     | Cédric Melotte        | BEL  | 25     |
| 11     | James Noble           | GBR  | 14     |
| 12     | Bas Verhoeven         | NED  | 14     |
| 13     | Antti Pyrhönen        | FIN  | 14     |
| 14     | Marvin Van Daele      | BEL  | 12     |
| 15     | Francisco García Vico | ESP  | 10     |
| 16     | Manuel Priem          | BEL  | 9      |
| 17     | Brian Jørgensen       | DEN  | 8      |
| 18     | Wyatt Avis            | RSA  | 7      |
| 19     | Danny Theybers        | BEL  | 6      |
| 20     | Mark Hucklebridge     | GBR  | 5      |